# Cardiopteridaceae
Famille
Classification APG III (2009)
La famille des Cardioptéridacées (ou Leptaulaceae van Tieghem, 1900) regroupe des plantes dicotylédones. 
Classiquement elle comprend trois espèces appartenant au genre Cardiopteris (en). Ce sont des plantes herbacées rampantes, à latex, des régions tempérées à subtropicales de l'hémisphère sud, originaires d'Asie du Sud-Est et d'Australie.

## Étymologie
Le nom vient du genre type Cardiopteris issu du grec καρδιά / kardia, cœur, et πτέρης / pteris, aile, fougère.

## Classification
La classification phylogénétique APG (1998) la place dans les familles de position incertaine.
La classification phylogénétique APG II (2003) et la classification phylogénétique APG III (2009) assignent cette famille à l'ordre Aquifoliales. Le Angiosperm Phylogeny Website augmente la famille à 5, 6 ou 7 genres dont Citronella.

## Liste des genres
Selon World Checklist of Selected Plant Families (WCSP) (12 nov. 2015) :
- Cardiopteris (en) Wall. ex Royle (1834)
- Citronella (en) D.Don (1832)
- Dendrobangia (en) Rusby (1896)
- Gonocaryum (en) Miq., Fl. Ned. Ind. (1861)
- Leptaulus (en) Benth. (1862)[note 1]
- Pseudobotrys (en) Moeser (1912)

Selon Angiosperm Phylogeny Website (12 nov. 2015) :
- Cardiopteris Wall. ex Royle
- Citronella D.Don
- Gonocaryum Miq.
- Leptaulus Bentham
- Pseudobotrys Moeser

Selon NCBI (12 nov. 2015) :
- Cardiopteris
- Citronella
- Gonocaryum
- Leptaulus

Selon DELTA Angio (12 nov. 2015) :
- Cardiopteris
- Leptaulus
- Peripterygium : synonyme de Cardiopteris Wall. ex Royle

## Liste des espèces
Selon World Checklist of Selected Plant Families (WCSP) (9 Jul 2010) :
- genre Cardiopteris Wall. ex Royle (1834)
  - Cardiopteris moluccana Blume (1847)
  - Cardiopteris quinqueloba (Hassk.) Hassk. (1855)
- genre Citronella D.Don (1832)
  - Citronella apogon (Griseb.) R.A.Howard (1942)
  - Citronella colombiana Cuatrec. (1949)
  - Citronella costaricensis (Donn.Sm.) R.A.Howard (1940)
  - Citronella engleriana (Loes.) R.A.Howard (1940)
  - Citronella gongonha (Mart.) R.A.Howard (1940)
  - Citronella ilicifolia (Sleumer) R.A.Howard (1942)
  - Citronella incarum (J.F.Macbr.) R.A.Howard (1940)
  - Citronella latifolia (Merr.) R.A.Howard (1940)
  - Citronella lucidula (Sleumer) R.A.Howard (1942)
  - Citronella macrocarpa Hürl., Mém. Mus. Natl. Hist. Nat., B (1964)
  - Citronella melliodora (Sleumer) R.A.Howard (1942)
  - Citronella moorei (F.Muell. ex Benth.) R.A.Howard (1940)
  - Citronella mucronata (Ruiz & Pav.) D.Don (1832)
  - Citronella paniculata (Mart.) R.A.Howard (1940)
  - Citronella philippinensis (Merr.) R.A.Howard (1940)
  - Citronella samoensis (A.Gray) R.A.Howard (1940)
  - Citronella sarmentosa (Baill.) R.A.Howard (1940)
  - Citronella silvatica Cuatrec. (1949)
  - Citronella smythii (F.Muell.) R.A.Howard (1940)
  - Citronella suaveolens (Blume) R.A.Howard (1940)
  - Citronella sucumbiensis Cuatrec. (1949)
  - Citronella vitiensis R.A.Howard (1942)
- genre Dendrobangia Rusby (1896)
  - Dendrobangia boliviana Rusby (1896)
  - Dendrobangia multinervia Ducke (1943)
  - Dendrobangia tenuis Ducke (1945)
- genre Gonocaryum Miq., Fl. Ned. Ind. (1861)
  - Gonocaryum calleryanum (Baill.) Becc. (1877)
  - Gonocaryum cognatum Elmer (1908)
  - Gonocaryum crassifolium Ridl. (1917)
  - Gonocaryum gracile Miq., Fl. Ned. Ind. (1861)
  - Gonocaryum impressinervium Sleumer (1969)
  - Gonocaryum litorale (Blume) Sleumer (1940)
  - Gonocaryum lobbianum (Miers) Kurz, J. Asiat. Soc. Bengal, Pt. 2 (1870)
  - Gonocaryum macrophyllum (Blume) Sleumer (1969)
  - Gonocaryum minus Sleumer (1969)
  - Gonocaryum poilanei Gagnep. ex Villiers (1997)
  - Gonocaryum sleumeri Villiers (1997)
- genre Leptaulus Benth. (1862)
  - Leptaulus citrioides Baill. (1863)
  - Leptaulus congolanus (Baill.) Lobr.-Callen & Villiers, Adansonia, n.s. (1971)
  - Leptaulus daphnoides Benth. (1862)
  - Leptaulus grandifolius Engl. (1909)
  - Leptaulus holstii (Engl.) Engl. (1898)
  - Leptaulus madagascariensis Villiers, Bull. Mus. Natl. Hist. Nat., B (1988 publ. 1989)
- genre Pseudobotrys Moeser (1912)
  - Pseudobotrys cauliflora (Pulle) Sleumer (1940)
  - Pseudobotrys dorae Moeser (1912)

Selon NCBI (9 Jul 2010) :
- genre Cardiopteris
  - Cardiopteris platycarpa
  - Cardiopteris quinqueloba
- genre Citronella
  - Citronella gongonha
  - Citronella moorei
- genre Leptaulus
  - Leptaulus citroides
  - Leptaulus daphnoides